# Parakeelya tumida
Parakeelya tumida är en källörtsväxtart som först beskrevs av Syeda, och fick sitt nu gällande namn av M.A. Hershkovitz. Parakeelya tumida ingår i släktet Parakeelya och familjen källörtsväxter. Inga underarter finns listade i Catalogue of Life.